# B-project
B-project (яп.  鼓動＊アンビシャス Гу:донг Анбисиясу, Проект-Б: Амбициозное биение) — B-project: codou ambitious (яп. 鼓動 ア ン ビ シ ャ ス) — аниме студии A-1 Pictures Inc, основанное на ритм-игре от компании MAGES. Имеет манга-адаптацию. Изначально было заявленно, что аниме будет в жанре романтики, B-project, однако, исключает полностью романтическую сторону событий и концентрирует внимание на повседневной жизни музыкального проекта и взаимоотношениях между его участниками.

## Сюжет
«B-project» — музыкальный проект для подготовки молодых айдолов, проводимый агентством «Gandara Music». В центре сюжета — три молодые группы: квинтет «MooNs», дуэт «Kitakore» (яп. キ タ コ レ — китакорэ) и трио «THRIVE». Главная героиня сюжета — Сумисора Цубаса (яп. 澄空 つばさ — сумисора цубаса), девушка с уникальным музыкальным слухом, приглашенная президентом агентства Ацуси Дайкоку (яп. 大黒 篤志 — ацуси дайкоку) на должность пиар-менеджера проекта, сместив Сакутаро Ясямару (яп. 夜叉丸 朔太郎 — сакутаро ясамару) . В ходе работы с начинающими звездами Цубаса знакомится с их историями, сталкивается с нелегкими взаимоотношениями ребят и старательно находит выходы из различных ситуаций. Примечательно и то, что Цубаса, до того, как её нашел господин Дайкоку, работала в музыкальном магазине и должность менеджера музыкальной группы стала для неё неожиданной.
«B-project» является стипендиальной программой для подготовки звезд к финальному дебютному концерту, после которого все входящие в него группы продолжать существовать самостоятельно. Примечательно и то, что каждая группа в проекте уже ранее дебютировала.

## Персонажи

### MooNs
- Молодая группа из пяти человек, собранная пиар-менеджером Ясямару после школы айдолов для участия в проекте. Члены «MooNs» привязаны к нему сильнее остальных. Исполняют энергичную и легкую музыку на недалекие темы.

Казуна Мацунага (яп. 増長 和南 — мацунага кадзуна) — молодой признанный лидер квинтета «MooNs».
Личность Казуны достаточно неоднозначна. В общении с поклонниками, сотрудниками компании и с друзьями, приоритетнее — с членами группы, он весьма искренен, доброжелателен и спокоен. Однако же в присутствии Томохисы Китакадо, вокалиста «Kitakore», становится замкнутым и раздражительным. Причиной тому стало то, что Томохиса, единственный и лучший друг Казуны с детства, отстранился от него из-за дела своей семьи. Стремится догнать Томохису и стать таким же успешным айдолом, как и он. Из прошлого Казуны известно только то, что он стремится стать айдолом, чтобы привлечь внимание своей матери.
Сейю: Юто Уэмура
Хикару Осари (яп. 王茶利 暉 — осари хикару) — вокалист «MooNs».
Весьма энергичный и постоянно находящийся в движении юноша с неординарной внешностью и поведением. Очень трудолюбив, легкомысленен, а также быстро утомляется. Находится в крепких дружеских отношениях с Номэ Тацухиро. О нём известно то, что страдает от неизлечимой болезни, связанной с горлом или легкими.
Сейю: Сётаро Морикубо
Номэ Тацухиро (яп. 野目 龍広 — номэ тацухиро)- вокалист «MooNs».
Самый закрытый из айдолов проекта и лучший друг Хикару Осари. Он всегда молчалив, не уверен в себя, когда дело касается общения с девушками, наблюдателен. Заботится о состоянии Хикару.
Сейю: Гэнки Окава
Ондзай Момотаро (яп. 音済 百太郎 — момотаро ондзай) — вокалист «MooNs».
Спокойный и рассудительный молодой человек с гетерохромией глаз (правый глаз — красный, левый — голубой). Обладает сверхъестественной способностью видеть духов (цукумогами). Из всех членов квинтета ближе всего сошелся с Микадо Сэкимурой.
Сейю: Тэцуя Какихара
Микадо Сэкимура (яп. 釈村 帝人 — сэкимура микадо) — вокалист «MooNs».
Личность Микадо создает иллюзию двойственной натуры. Он умный и проницательный, обычно — спокойный и интеллигентный юноша, но если кто-то затронет тему хобби, то тут от него не отделаешься. Фанатеет от «Девочки-волшебницы Мамирин», чем нередко достает своих коллег.
Сейю: Тосики Мацуда

### THRIVE
- Начинающее трио, исполняющее музыку в стиле R&B. Единственная группа проекта, члены которой не ладят между собой.

Госи Канэсиро (яп. 金城 剛士 — Канэсиро Госи) — основной вокалист «THRIVE».
Талантливый перфекционист, предпочитающий прочим стилям стиль Rock’n’Roll. Он спортсмен и всегда держит себя в форме. По характеру вспыльчив, серьезен и упрям. Поскольку позиционирует себя как разумного взрослого, постоянно конфликтует с Кенто Айзоме из-за его легкомысленного поведения. Не переносит людских фетишей, а также не выносит принуждения.
Сейю: Тосиюки Тоёнага
Кенто Айзоме (яп. 愛染 健十 — айдзоме кэнто) — лидер «THRIVE», речитатив.
Гордый и конфликтный молодой вокалист, позиционирующий себя как ловеласа. Его легкомыслие и заигрывания с девушками являются единственной причиной постоянных конфликтов с Госи Канэсиро. Весьма закрыт от окружающих. Считает, что айдолы высокомерны, а айдол-группы долго не живут, поэтому существование B-project’а кажется ему бессмысленным.
Сейю: Кадзуки Като
Юта Асю (яп. 阿修 悠太 — юта асю) - вокалист «THRIVE», бэк-вокал.
Жизнерадостный и добрый юноша, отличающийся некоторой отдаленностью от мира. Болезненно воспринимает конфликты коллег и старается мирить их и искать компромиссы. Такая старательность связана с его собственным прошлым. Так же считает, что участие в B-project’е — единственный шанс дебютировать и не пропасть на фоне других, уже известных групп. Несмотря на недалекость, умеет быть убедительно-серьезным.
Сейю: Нацуки Ханаэ

### Kitakore (キ タ コ レ)
- Музыкальный дуэт, название которого образовано из первых двух слогов фамилий каждого участника — Китакадо (кита — キ タ) и Корекуни (коре — コ レ).

Томохиса Китакадо (яп. 北門 倫毘沙 — китакадо томохиса) — вокалист «Kitakore».
Обладающий нежной обаятельной внешностью молодой айдол, наследник госпиталя и научно-исследовательского медицинского центра своей семьи. Лучший друг Рюдзи Корекуни и друг детства Казуны Мацунаги. За свои манеры получил прозвище «Принц». Из-за обязанностей наследника отдалился от Казуны и раньше него понял, что хочет быть айдолом. Является кумиром для Казуны и исполняет роль опекуна для Рюдзи.
Сейю: Дайсуке Оно
Рюдзи Корэкуни (яп. 北門 倫毘沙 — корэкуни рюдзи) — вокалист «Kitakore».
Как и Томохиса, наследник крупного семейного бизнеса. Из-за его необычной внешности в детстве подвергался психологическому насилию со стороны матери, одевавшей его в одежду для девочек. Это сказалось на его нынешнем имидже и отношении к окружающим. Открыт только с Томохисой и привязан к нему как к старшему брату, ревнует его к остальным и воспринимает в штыки каждого, кто пытается с ним сблизиться. Большой сладкоежка.
Сейю: Дайсуке Кисио

### Второстепенные персонажи
Цубаса Сумисора (яп. 澄空 つばさ — сумисора цубаса) — новый пиар-менеджер B-project’а, приглашенная лично президентом компании. Ранее была консультантом в музыкальном магазине. Обладает уникальным музыкальным слухом. Находясь под покровительством Яшамару, старается изо всех сил не оплошать перед ним и не подвести команду стипендиатов. Хорошо сближается с Kitakore. В финале аниме становится известно, что пребывание Цубасы в проекте и её прошлое неизвестным образом связаны с прошлым Яшамару.
Сейю: Хисако Канэмото
Ясямару Сакутаро (яп. 夜叉丸 朔太郎 — сакутаро ясямару) — бывший пиар-менеджер B-project’а. Любим всеми тремя группами и весьма близок с ними. Оценивается ими как лучший человек на свете. Подставил участие проекта в финальном концерте «Gandara Music» и неоднократно подставлял Цубасу. В финале аниме попросту исчез и подстроил крах «Gandara Music». Заявил Цубасе, что её отец «убил» его семью, и падение компании — его личная месть.
Сейю: Ториумэ Кёске
Ацуси Дайкоку (яп. 大黒 篤志 — дайкоку ацуси) — президент «Gandara Music» и старший брат менеджера THRIVE Сюдзи. По неизвестным причинам привлек Цубасу к работе с B-project. Так же скрыл правду о том, что «Gandara Music» потерпела крах накануне дебюта проекта, но была вынуждена продолжить работу с ним, не заявляя официально о закрытии компании.
Сейю: Кадзуюки Окицу
Сюдзи Дайкоку (大黒 修二 — дайкоку сюдзи) — младший брат Ацуши Дайкоку и менеджер THRIVE. Старательно критикует своего брата и B-project. Так же, он единственный, кто никогда не доверял Яшамару.
Сейю: Дайсуке Намикава

## Медиа

### Игра
6 августа 2016 года было объявлено, что в дополнение к аниме и манге, создатели только что начали разработку приложения для ритм-игр для смартфонов, известного как B-PROJECT ～ Muteki ＊ Dangerous ～ (B-PROJECT B 無敵 ＊ デ ン ジ ジ ラ ラ ス ～ B -проект ~ Непобедимый * Дензирара ~). Предварительная регистрация открылась на веб-сайте игры и будет оставаться открытой до ее выхода, когда пользователи будут получать бонусы за совместную очистку определенных «этапов» предварительной регистрации (количество этапов определяется количеством подписавшихся до сих пор), наиболее последняя стадия была очищена более 700 000 пользователями. На мартовском мероприятии LOVE & ART FAMILY MTG 2017 для посетителей был доступен небольшой предварительный просмотр игры и того, как играть в неё. Игра будет включать в себя исполнение песен B-Project с персонажами, которых вы приобрели, а также сюжетный режим, включающий несколько глав в визуальном стиле игры. В прямом эфире никовидео 9 июня 2017 года было объявлено, что игра, наконец, выйдет во второй половине июня. Затем 27 июня через Twitter было объявлено, что игра выйдет на следующий день, 28 июня 2017 года. Из-за неожиданного количества пользователей игру в первую очередь обслуживали в течение первой недели, поэтому серверы можно было улучшать, чтобы справиться с возросшей активностью.

### Манга
8 апреля 2016 года, вскоре после анонса аниме-сериала, выяснилось, что состоялась манга, известная как «B-Project: Иллюзии * Скандалы (Б-ПРОЕКТ заблуждение * скандал B-PROJECT Mousou * Sukyandaru)» начала издаваться 24 мая 2016 года и завершилась 24 октября 2016 года, после 6 глав сериала, в основном, посвященных подразделениям THRIVE и KiLLER KNG.

### Радио
Первым выпуском в сериале было веб-радио-шоу, премьера которого состоялась 7 сентября 2015 года в nicovideo и известное как «Радио Б-Проект: Широкополосная Гандара». Радиопередача в настоящее время имеет 16 выпусков по состоянию на декабрь 2016 года, но также часто содержит специальные объявления и сообщения, такие как специальные трансляции, сделанные в рамках первой годовщины, и объявление о специальных мероприятиях, таких как KING of CASTE.

### Выступление
19 марта 2017 года было объявлено, что в сериале будет представлен сценический спектакль «B-PROJECT on STAGE AGE OVER the WAVE!», Который состоялся 28 июля 2017 года и завершился 17 августа 2017 года. с объявлением пьесы был выпущен первый раунд кастинга с раскрытием одного персонажа от каждого юнита. Второй прогон спектакля под названием OVER the WAVE! REMiX состоялся 10 января 2018 года, и большинство оригинального состава вернулись, чтобы повторить свои роли; Tomohisa, Momo и Hikaru были переделаны из-за планирования конфликтов с оригинальными актерами. Игра REMiX прошла с 22 февраля 2018 года до 3 марта 2018 года.

### Аниме
Аниме транслировалось с 3 июля по 25 сентября 2016 года. Всего был выпущен 1 сезон из 12 эпизодов по 24 минуты. Премьера второго сезона состоялась в январе 2019 года. Было заявлено участие четвёртой группы. Дизайнером персонажей выступила мангака Юкихиро Утако.
Открывающая композиция «Kodou Ambitions» была исполнена сейю персонажей всех трех групп. Первой закрывающей композицией была «Hoshi to Tsuki no Sentence» в исполнении сейю «Kitakore», вторая — «Starlight» от сейю «THRIVE», третья — «Yume Miru Power» от «MooNs».

#### Список серий
| No. | Название                                                   | Использованные песни                                                   | Премьера          |
| --- | ---------------------------------------------------------- | ---------------------------------------------------------------------- | ----------------- |
| 1   | Плохой конец не так уж плох                                | Hoshi to Tsuki no Sentence                                             | июль 3, 2016      |
| 2   | Блистаем! «The BAD END isn't so bad» (BAD ENDも悪くない)   | STARLIGHT                                                              | июль 10, 2016     |
| 3   | Выше звезд «Let's go with BRILLIANT☆» (BRILLIANTで行こう☆) | Yumemiru Power                                                         | июль 17, 2016     |
| 4   | Выше звезд                                                 | Hoshi to Tsuki no Sentence, STARLIGHT, Yumemiru Power, Kodō＊Ambitious | июль 24, 2016     |
| 4.5 | Специальный Премиум Эпизод                                 | Неизвестно                                                             | июль 31, 2016     |
| 5   | Назад в детство «BACK TO THE BABY»                         | Ashita wa, Kyou Yori Yume Miyou, Hoshi to Tsuki no Sentence            | август 7, 2016    |
| 6   | Шестое чувство                                             | magic JOKER                                                            | август 14, 2016   |
| 7   | Прямо в сердце «胸のBULLET» (Mune no BULLET)               | Arigatou no Harmony                                                    | август 21, 2016   |
| 8   | Прощай, вчерашний день «BYE-BYE YESTERDAY»                 | Color of Heart, Eikyuu Paradise, Yumemiru Power                        | август 28, 2016   |
| 9   | Нечестный плейбой «Kina PLAY BOY» (浮気なPLAY BOY)         | LOVE IN SECRET x SEXY NIGHT                                            | сентябрь 4, 2016  |
| 10  | День рождения «BIRTHDAY»                                   | Eikyuu Paradise                                                        | сентябрь 11, 2016 |
| 11  | За тобой «BEYOND YOU»                                      | Run and Gun                                                            | сентябрь 18, 2016 |
| 12  | Юноши будут мечтать «BOYS BE AMBITIOUS!»                   | Eikyuu Paradise, Muteki＊Dangerous, Kodō＊Ambitious                    | сентябрь 25, 2016 |

## Музыка
Начальная тема:
«Kodou Ambitions» — исполняет Актёрский состав
Завершающая тема:
«Hoshi to Tsuki no Sentence» — исполняет Оно Дайсукэ, Кисио Дайсукэ
Вся музыка написана Накаяма Масато, Сикура Тиёмару, Рёсукэ Наканиси.
| №   | Название                      | Исполнители | Длительность |
| --- | ----------------------------- | --- | ------------ |
| 1.  | «Hoshi to Tsuki no Sentence»» | Оно Дайсукэ и Кисио Дайсукэ |              |
| 2.  | «Kodou Ambition»              | Оно Дайсукэ, Кисио Дайсукэ, Като Кадзуки, Тоёнага Тосиюки, Ханаэ Нацуки, Уэмура Юто, Окава Гэнки, Какихара Тэцуя, Масуда Тосики, Морикубо Сётаро |              |
| 3.  | «Yumemiru Power»              | |              |
| 4.  | «Kodō＊Ambitious»             | |              |
| 5.  | «Ashita wa»                   | |              |
| 6.  | «Kyou Yori Yume Miyou»        | |              |
| 7.  | «magic JOKER»                 | |              |
| 8.  | «Arigatou no Harmony»         | |              |
| 9.  | «Color of Heart»              | |              |
| 10. | «Yumemiru Power»              | MooNs |              |
| 11. | «Eikyuu Paradise»             | |              |
| 12. | «LOVE IN SECRET x SEXY NIGHT» | |              |
| 13. | «Eikyuu Paradise»             | |              |
| 14. | «Run and Gun»                 | |              |
| 15. | «Muteki＊Dangerous»           | |              |

## Отличия аниме от игры
В ритм-игре изначально было представлено 4 группы: «MooNs», «Kitakore», «THRIVE» и «Killer King», но в аниме было показано всего три. Квартет «Killer King» появился в манга-адаптации «B-project: Mousou Scandal». Также, персонаж Цубасы Сумисоры в игре отсутствовал — её заменял игрок.